# دریاچه هامون

دریاچه و تالاب بین‌المللی هامون (نام‌های قدیمی: دریاچهٔ سیستان، دریاچهٔ زَرَنگ)بخشی از پناهگاه حیات وحش هامون است این دریاچه، سومین دریاچه بزرگ ایران پس از دریاچه مازندران و دریاچه ارومیه، هفتمین تالاب بین‌المللی جهان و یکی از ذخیره‌گاه‌های زیست‌کره در ایران است. دریاچه و تالاب هامون در منطقه سیستان و در استان سیستان و بلوچستان واقع شده‌اند. این دریاچه از سه دریاچه کوچک به نام‌های هامون پوزک، هامون صابری و هامون هلمند (هیرمند) تشکیل شده است. این دریاچه‌ها در زمان فراوانی آب به هم می‌پیوندند و دریاچهٔ مشترک هامون، میان افغانستان و ایران را تشکیل می‌دهند و از طریق شیله در ایران آب وارد شوره زار گودزره می‌گردد. رودخانهٔ هیرمند شریان اصلی ورود به هامون است و رودخانه‌های خاش رود، فراه، هاروت رود، شوررود، حسین‌آباد و نهبندان نیز به هامون می‌ریزند. این دریاچه پس از معاهدات سیاسی مختلف بین ایران و افغانستان بخش وسیعی از این دریاچه که در ایران قرار داشته کاملاً خشک شده است. این روند خشکی تالاب هامون باعث نابودی بخش وسیعی از زیست‌محیط شرق ایران نیز شده است.
وسعت دریاچهٔ هامون در زمان پرآبی ۵٬۶۶۰ کیلومتر مربع است که از این مقدار ۳٬۸۲۰ کیلومتر مربع متعلق به ایران و بقیه متعلق به افغانستان است. با این اوصاف، دریاچهٔ هامون وابسته به رودخانهٔ هیرمند است و این وابستگی باعث شده تا هرگونه نوسانات در میزان آب آن، مشکلاتی را برای همهٔ سامانه به وجود آورد.
تالاب هامون در چهارمین کنگرهٔ جهانی ذخیره‌گاه‌های زیست‌کره که روزهای پایانی سال ۱۳۹۴ در لیما پایتخت پرو برگزار شد، توسط یونسکو به‌عنوان ذخیره‌گاه زیست‌کره ثبت شد و بدین ترتیب تعداد ذخیره‌گاه‌های زیست‌کره در ایران به ۱۲ مورد افزایش یافت.

## نام‌های دیگر
نام دریاچه هامون در اوستا کانس اویا یا کس‌اُیا یا کَنسو، در پهلوی کیانس یا کیانسه و شاهنامه فردوسی دریاچه زره و در نوشته‌های فارس

## حوضه آبریز

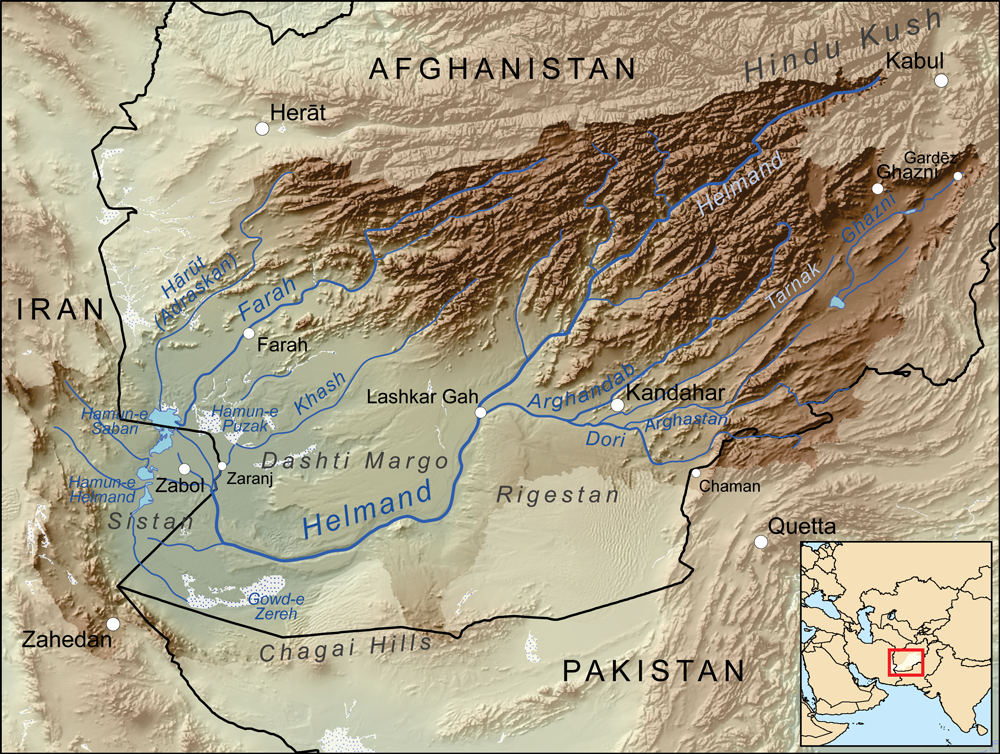
نقشه حوضه آبریز دریاچه هامون و رود هیرمند

رودخانه‌های هیرمند به همراه خاش‌رود، فراه، هاروت‌رود، شوررود، حسین‌آباد و نهبندان به دریاچه هامون می‌ریزند. رود هیرمند، از رودهای پرآب فلات ایران، اصلی‌ترین رود در حوضه آبریز دریاچه هامون است که از بلندیهای کوه‌های بابا در ۴۰ کیلومتری غرب کابل از رشته کوه هندوکش در افغانستان سرچشمه می‌گیرد و پس از مسافت ۱۱۰۰ کیلومتر وارد دریاچه هامون می‌شود.

### حقابه از هیرمند
حقابه ایران از هیرمند، به دادخواست حقوقی ایران از آب رودخانه هیرمند در منطقه سیستان اشاره دارد. پس از شکست گفتگوهای بسیار میان سران حکومتی ایران و افغانستان در سال‌های ۱۳۰۹ و ۱۳۲۷، با رأی کمیسیون بررسی حقابه هیرمند به نام به کمیسیون دلتا، قراردادی در سال ۱۳۵۱ میان امیرعباس هویدا، نخست‌وزیر وقت ایران و محمدموسی شفیق، نخست‌وزیر وقت افغانستان در کابل به امضاء رسید و مقرر شد در هر ثانیه ۲۶ مترمکعب آب (معادل ۸۵۰ میلیون مترمکعب در سال) سهم سیستان و دریاچه هامون باشد.
با وجود انعقاد این قرارداد، از سال‌های پایانی دهه ۱۳۷۰ و هم‌زمان با کاهش بارش‌ها و خشکسالی، میزان ورودی آب رودخانه هیرمند به دریاچه هامون مرتباً کاهش یافت. پمپاژ و انتقال آب هامون توسط خط لوله به زاهدان و انتقال و ذخیره آب در چاه‌نیمه‌ها زابل و همچنین استفاده از حقابه هامون جهت کشاورزی در زابل از دلایل اصلی خشک شدن هامون می‌باشد. نبود دولتی مقتدر در افغانستان، ساخت سد کجکی بر روی هیرمند، نصب و به‌کارگیری انواع پمپ در مسیر رودخانه هیرمند جهت کشاورزی توسط کشاورزان افغان، خشک شدن دریاچه هامون را در پی داشته است. این مسئله موجب قطع شدن منبع معاش ۴۰۰ هزار سیستانی، کاهش قابل ملاحظه پرندگان بومی سیستان، رو به انقراض نهادن گاو سیستانی، بروز فقر و نا امنی‌های پیامد آن، مهاجرت گسترده سیستانیان به مناطق شمالی کشور و زوال روزافزون صنایع دستی سیستان شده است.

## در ادبیات و اسطوره‌شناسی

### متون اوستایی
در ادبیات و اساطیر ایران باستان دریاچه هامون به همراه رودخانه هلمند /هیرمند در یک جایگاه خاص و ویژه در آخرالزمان‌شناسی زرتشتی قرار دارد. نام و ذکر هامون در اوستا بارها به نام کَس اویا آمده است. در زامیاد یشت کرده ۱۰ فقرات ۶۶ و ۶۷ آمده است که (فَـرّ) از آن کسی است که شهریاری وی از آنجایی که رود هیرمند دریاچه کس اویا را تشکیل می‌دهد برخاسته است، در زامیاد پشت فقره ۹۶ نیز آمده که در هنگامی که استوت ارت پیک اهورامزدا و پسر ویسپتئور و تیری از آب کس اویا به در آید، گرز پیروزمند آزنده (گرزی) که فریدون دلیر داشت در هنگامی که اژی دهاک (ضحاک) کشته شد. با مقایسه دو یَشت بسیار کهن یعنی زامیادیشت و مهر یشت که کریستن‌سن این دو یشت را به همراه یَشت سیزدهم یا فروردین یشت متعلق به دوره پیش از هخامنشیان و حداکثر آغاز دوران هخامنشی می‌داند. می‌توان به تصویر جالبی از محیط تاریخی و جغرافیایی که این دو یشت در آن سروده شده‌اند دست یافت. گفته می‌شود سرزمین جغرافیایی مهریشت، سرزمین‌های شمالی شرقی ایران یعنی سغد، خوارزم، مرگانیا و هرات بوده که تصویری متفاوت با آنی دارد که در زامیاد یشت معرفی شده و دربارهٔ آن اظهار شده که ارتباط کاملی با سرزمینی واقع در جنوب، یعنی سیستان دارد. نیولی برخلاف کریستن سن محیط جغرافیایی این دو یشت را نزدیک به هم می‌داند. وی اعتقاد دارد که کانون فکری این دو یشت را رود هیرمند بوده است ولی دربارهٔ اینکه چرا در یشت نوزده ام از چهار استان شمالی خبری نیست، توضیح کافی ندارد. در واقعاً این نکته هم جالب است دریاچه هامون جایگاه خاصی در زامیادیشت دارد که مکان جغرافیایی آن سیستان است.. در وندیداد فرگرد ۱۹ آمده که " زردشت آگاه نمود، اهریمن را ای اهریمن زشت من آنچه دیو خواهیم برانداخت من نسارا خواهم برانداخت، من خنثیتی پری را خواهم برانداخت، تا اینکه سوشیانت (استوتارت) پیروز گر از طرف مشرق آب کس اویا متولد گردد. این نکته جالب هست در وندیداد تأکید می می‌شود که از سوشیانت از جانب شرق متولد می‌شود. دقت دربارهٔ جهت شرقی از دیدگاه تاریخی-مذهبی می‌تواند جالب باشد زیرا می‌تواند با کوه اوشیدم که در هرمز یشت دارای نامی دوگانه هست، اوشیدارنا به معنای آنکه خانه او نزدیکی فجر است یا آنکه در نزدیک فجر زندگی می‌کند مطابق باشد. اگر کس اویا با هامون تطابق داشته باشد اوشی دم، اوشیدارنا همان کوه خواجه امروزی است. کوهی که ۱۵۰ متر بلندتر از حوضه هامون است و درحال حاضر نیز در سال نو خورشیدی بیشتر مردم سیستان به دیدن کوه خواجه می‌روند.
در آبان یشت آمده که کی گشتاسب بلند همت روبروی آب فرزدانو از برای ناهید (الههٔ آبها) نذر نموده، و خواستار شده که بر ارجاسب و دیگر تورانیان چیره شود. در بندهش آمده که دریاچه فرزدان درسیستان قرار دارد. با توجه به متن برجستگی و شگفتی‌های سیستان رود هلمند و دریاچه فرزدان دریای کیانسه که در سیستان آمده است، اشاره دارد. در ترجمه سعید عریان کلمه Zreh و Warهردو دریا ترجمه شده‌اند، ولی به نظر می‌رسد که نویسنده متن، ترتیبی برای آنها قائل بوده است، یعنی از کوچک‌ترین واحد رودخانه به دریاچه و دریا رسیده در اوستا نیز کلمه Vari همان معنی دریاچه یا Lake را دارد و دربندهش نیز فرزدان زیر بند «چگونگی دریاچه‌ها» آمده است در صورتی که کیانسه در زیر عنوان «چگونگی دریاها» آمده است. این‌جا فقط Zreh که کلمه‌ای است که از زبان پارتی به پهلوی راه یافته باید دریا معنی شود. در فارسی باستان drayah، پهلوی drayabو در فارسی نو به صورت draya درآمده است که هم ریشه Zreh پارتی است، چون Z پارتی در فارسی باستان تبدیل به d شده است و این موضوع در زبان اوستایی نیز صدق می‌کند در اوستا Zraiiah به معنی دریا هم ریشه drayah فارسی باستان است. احتمالاً نشان دهنده این هست که در دوران اوستایی متآخر در سیستان دو دریاچه وجود داشته است. در سه متن اوستایی و پهلوی، آبان پشت، بندهش و شگفتی و برجستگی سیستان از دریاچه فرزدان نام برده شده است و این نکته جالب به نظر می‌رسد که در سه روایت آمده، که شاهان و مردم برای ناهید در دریاچه نذر می‌کنند تا به خواسته خود برسند که این نشان دهنده جنبه مقدس بودن دریاچه است. در آبان یشت کِی گشتاسب بلند همت روبروی آب فرزدانو از برای ناهید با نذر خواستار شد که بر ارجاسپ و تورانیان دیگر چیره شود. همچنین در بندهش آمده که دریاچه فرزدان درسیستان است، گویند که مرد پرهیزگاری که چیزی برو اَفکَنَد بپذیرد، اگر پرهیزگار نیست، بیرون افکند. در متن کوتاه پهلوی شگفتگی و برجستگی‌های سیستان آمده که، پس فریدون به دریاچه فرزندان شد از اردسیور ناهید مراد خواست … و نیز در همین متن آمده گرشاسپ شاه دین را در دریاچه فرزدان رواج داد. در بندهش آمده هست که بن چشمه فرزدان به فراخکرد پیوسته است. فراخکرد صورت پهلوی دریاچه اسطوره‌ای وروکشه می‌باشد. دریای وروکشه، زامیاد یشت، همانگونه که کریستین‌سن حدس زده جایی جز از هامون که همان کَس اویا است نمی‌تواند باشد. نیولی چند دلیل برای تطبیق دریای وروکشه با کیانسه آورده هست:
۱-شرح اسطوره‌ای بزرگ شدن دریای وروکشه توسط افراسیاب که سنت‌های پهلوی آن را تأیید می‌کنند در واقع دارای نوعی رابطه با برخی حقایق یعنی انجام یک سلسه کارهای نهر کشی و آبراه سازی در کنار رودخانه هیرمند که مساحت دریاچه را گسترده کرده است. انعکاس این عملیات در نام اوستایی خود رودخانه هلمند /هیرمند /هئتومنت به معنای "دارای سدهای بسیار" نیز دیده می‌شود" که به دریای کیانسه می‌ریزد.
۲-ستایش خورنه که زامیادیشت از بند ۶۶ تا ۶۹به آن اشاره شده هست. بند ۶۶ زامیادیشت آمده هست که (فر) از آن کسی که شهریاری وی آنجایی که رود هیرمند دریاچه کس اویا را تشکیل می‌دهد برخاسته است، در واقع خورنه (فر) رابطهٔ نزدیکی با تلاش سه تلاش ناموفق افراسیاب برای بدست آوردن آن از دریای اسطوره‌ای وروکشه دارد که در بندهای ۵۶ تا ۵۸ آبان یشت آمده هست؛ که نشان دهنده تطبیق وروکشه با کیانسه می‌باشد.
۳-علاوه بر آن پدیدهٔ دیگری که تطبیق وروکشه را با کس اویا تائیدمی کند آن است که هر دو دارای خصوصیتی غیرقابل تردید هستند و آن وجود یک کوه در میان آب‌های آن است. کوه اوس هنداوا در میان و مرکز وروکشه قرار دارد. همچنان که کوه اوشیدم یا کوه رستم (کوه خواجه) امروزی در میان کس اویا واقع شده است.
۴- نکته مشترک دیگر موجود میان وروکشه و کس اویا وجود ۹۹۹۹۹ فروهر است وروکشه، فروردین یشت و کس اویا زامیادیشت .(همان‌جا)
۵-در بندهش آمده " رودخانه‌ای واتئنی رود به سیستان است و سرچشمه آن از کیانسه بوده است، مسئله این که سرچشمه آن در کیانسه/هامون است، یعنی این رودخانه به دریاچه آب نمی‌دهد بلکه از آن آب می‌گیرد بدون شک نشان دهندهٔ تطابق آن با رود شلا/شیلا یعنی رودخانه‌ای که هامون را به گود زره پیوند می‌داده است، پس می‌توان فرزدان را با همان گود زره امروزی تطبیق داد. در لغتنامه دهخدا آمده است که فرزد، سبزه‌ای هست در نهایت سبزی، در نهایت سبزی و تازگی و تری آن را فریز نیز گویند و بعضی گویند سبزه‌ای باشد که در روی آب‌ها ایستاده به هم می‌رسد. همچنین سبزه‌ای باشد که میان آب که مدام سبزه بود و شاید که در مرغزار نیز باشد و به زمستان و تابستان سبز بود و بیخش محکم است. در معنی فریز نیز آمده است که گیاهی است که در نهایت سبزه ای و تازگی که از خوردن آن دواب فربه شود. فرزدان کلمه مشتق می‌باشد و بسیط نیست، از یک جز فرز یا فرزد با جز دیگر دان یا آن تشکیل می‌شود که امکان دارد به دو صورت باشد. نخست:فرز+دان (پسوند مکان) ←بدینصورت :فرزدان به معنای جایگاه و مکان گیاه فرز می‌شود یا مکان و جایگاه پر از گیاه فرز. دوم: فرز+ان (علامت جمع) بدین صورت ← به معنای فرزها (گیاهان فرز)، همانطوری که درختان و گیاهان با علامت آن جمع می‌شود. فرزد در زبان عربی تبدیل به مرج شده است که به صورت جمع مروج آمده است مانند: مروج الذهب (چمن زارهای طلایی کتابی از مسعودی)، صورت دیگر آن مرغ است که در کلمه مرغزار (به معنای سبزه زار دیده می‌شود) امروزه نیز گیاه فرز پیرامون این دریاچه در زمانی که سطح آب بالا می‌آید به فراوانی دیده می‌شود تا آنجایی که بسیاری از اهالی محلی، دام‌های خود را برای چرا به این نواحی می‌آوردند، به مانند نام دریاچه‌ای که امروز در جنوب جیرفت قرار دارد، به نام جازموریان که از دو جزء جاز (اسم گیاهی در آن منطقه) و موریان، که در زبان محلی به معنای کثرت و فراوانی است.

#### متون پهلوی
در متن هان پهلوی دریاچه هامون با نام کیانسه، برگرفته شده از سلسله کیانی معرفی می‌شود. این ارتباط ریشه Kuui-kavi یا جمع Kavis-kayan-kayanids معادل پهلوی Kayansih را صورت می‌دهد. در بندهش آمده است که دریای کیانسه که به سیستان هست در اوائل جایی بوده است که هیچ‌یک از حیوانات پلید مانند مار و قورباغه در آن زندگی نمی‌کردند و آب آن بیشترین بود … ولی الان اینگونه نیست ولی چون فرشگرد رسد باز شیرین شود. همچنین در متن کوتاه برجستگی و شگفتی‌های سیستان، کیانسه به همراه فرزدان عنوان یکی از شگفتی‌های سیستان ذکر شده است در بندهش دربارهٔ افراسیاب آمده است که هزار چشمه و چندین رود که به دریای کیانسه سرازیر می‌شوند را پایمال کرد. با توجه به اقدام افراسیاب درمی یابیم که دریاچه کیانسه جدای از اهمیت مذهبی و دینی خود، جنبه استراتژیک نیز داشته است، در تأیید این نکته، که ستاندن آب به سوی ایرانشهر یکی از اعمال سودمند منوچهر دانسته شده است. این روایات به احتمالی منعکس کنندهٔ آن اسطوره‌های اغراق‌آمیزی است که داخل یک سلسه افسانه‌ها و داستان‌ها شده است، یعنی همان اختلاف بین قدیمی در مورد تصاحب و کنترل آب که امروزه نیز باعث اختلاف بین مردمی است که در اطراف این حوضه آبی زندگی می‌کنند. در حقیقت تمام پژواکهای نبردهای بسیار قدیمی قبیله‌ای هستند که هرکدام سعی بر کنترل تنها منبع آبی که به این سرزمین خشک زندگی می‌بخشیده، یعنی آب‌های هیرمند و دریاچه هامون بوده‌اند.

## دریاچه هامون در تاریخ
تیمور لنگ نیز از این دریاچه چنین یاد می‌کند: امیر سیستان مرا سوار بر کشتی کرد و روی دریاچه هامون گردش داد و به من گفت که در دوره رستم وسعت این دریا بیش از این بود که می‌بینی.
مؤلف حدود العالم می‌نویسد: دریای زره به سیستان است که گرد آن سی فرسنگ است، اندر پهنای او هشت فرسنگ وگاه آب این دریا چندان بود که از رودی خیزد که از کرمان بگذرد و به دریای اعظم ریزد.
در تاریخ ۱۱ مرداد ۱۳۹۴ «سعید محمودی» مدیرکل حفاظت محیط زیست استان سیستان و بلوچستان از تلاش‌ها و رایزنی‌هایی برای ثبت تالاب هامون به عنوان ذخیرگاه زیست کره مشترک بین ایران و افغانستان در یونسکو خبر داد.
وی تصریح کرد: برای حفاظت از تالاب بین‌المللی هامون سلسله اقدامات ملی، منطقه‌ای و بین‌المللی انجام شده و همچنان ادامه دارد که ثبت آن در یونسکو به عنوان ذخیرگاه زیست کره یکی از این فعالیت‌های درحال اجرا است. با معرفی هامون به عنوان ذخیرگاه زیست کره مرزی بودجه‌های بین‌المللی برای مدیریت تالاب افزایش می‌یابد و موضوع حق آبه هامون با جدیت بیشتری دنبال می‌شود.
در زمان حمله تیمور به سیستان سیفور زروانی رهبر زروانی‌ها راه شکستن سد سیستان را به تیمور آموخت و به او گفت در صورتی که این سد بشکند سیستان نابود و سیستانیان خواهند مرد و او (تیمور) فاتح سیستان خواهد شد. تیمور چنین کرد و همه مردمان کشته شدند به جز عده‌ای اندک.

## وضعیت کنونی

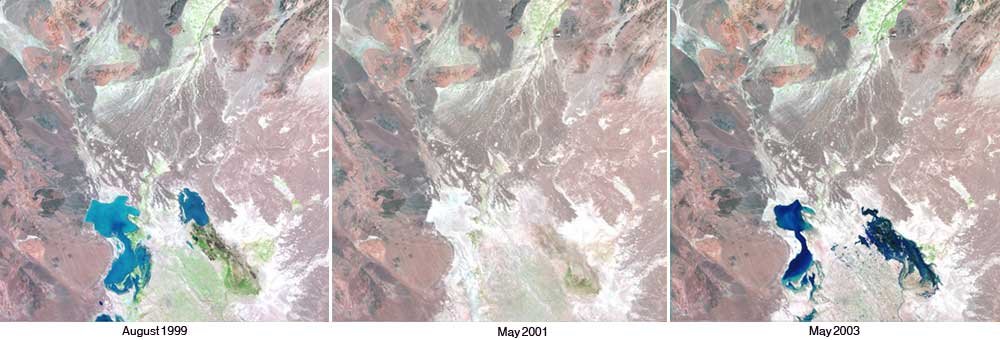
تغییرات سطح آب در دریاچه هامون در گذر زمان

دریاچه هامون مدت‌هاست با بحران بی‌آبی روبه‌روست و خشک‌شدن بخش‌های وسیعی از آن موجب به‌وجود آمدن مشکلات مختلف زیست‌محیطی، اجتماعی و اقتصادی در سطح منطقه شده است.
در اردیبهشت سال ۱۳۹۳ و با جاری‌شدن سیلاب از افغانستان، دریاچه هامون پس از ۱۵ سال آب‌گیری شد. با این‌حال کارشناسان محیط زیست در سیستان و بلوچستان هشدار می‌دهند احیای دریاچه هامون موقتی است و خطر خشک‌شدن، همچنان این تالاب بین‌المللی را تهدید می‌کند.
|  |  |  |

## نگارخانه

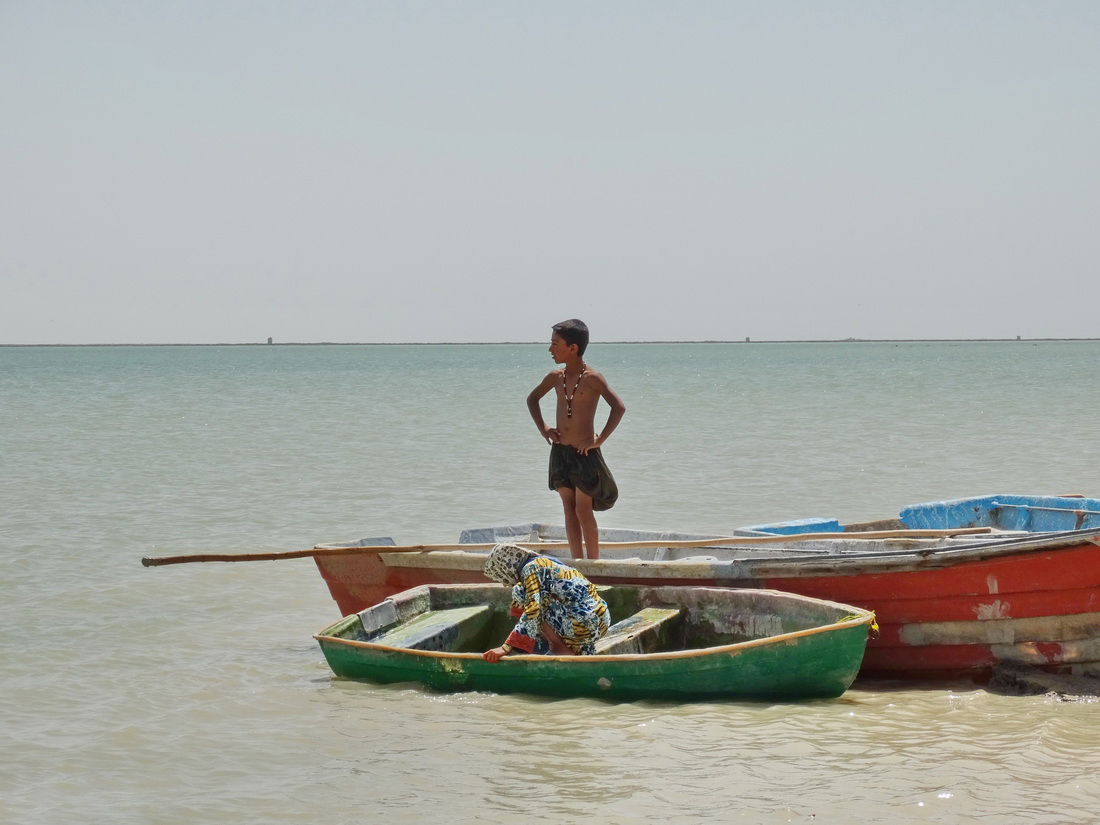
دریاچه هامون پوزک خرداد ۹۳
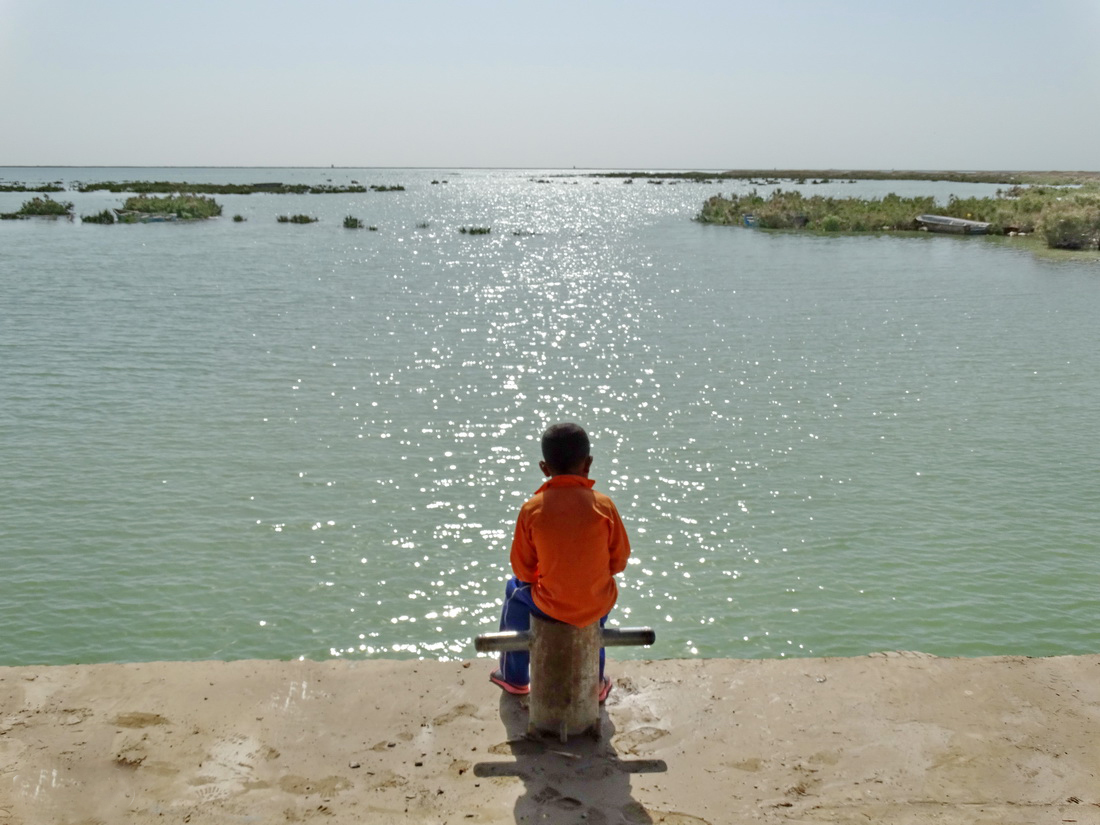
هامون پوزک خرداد ۹۳
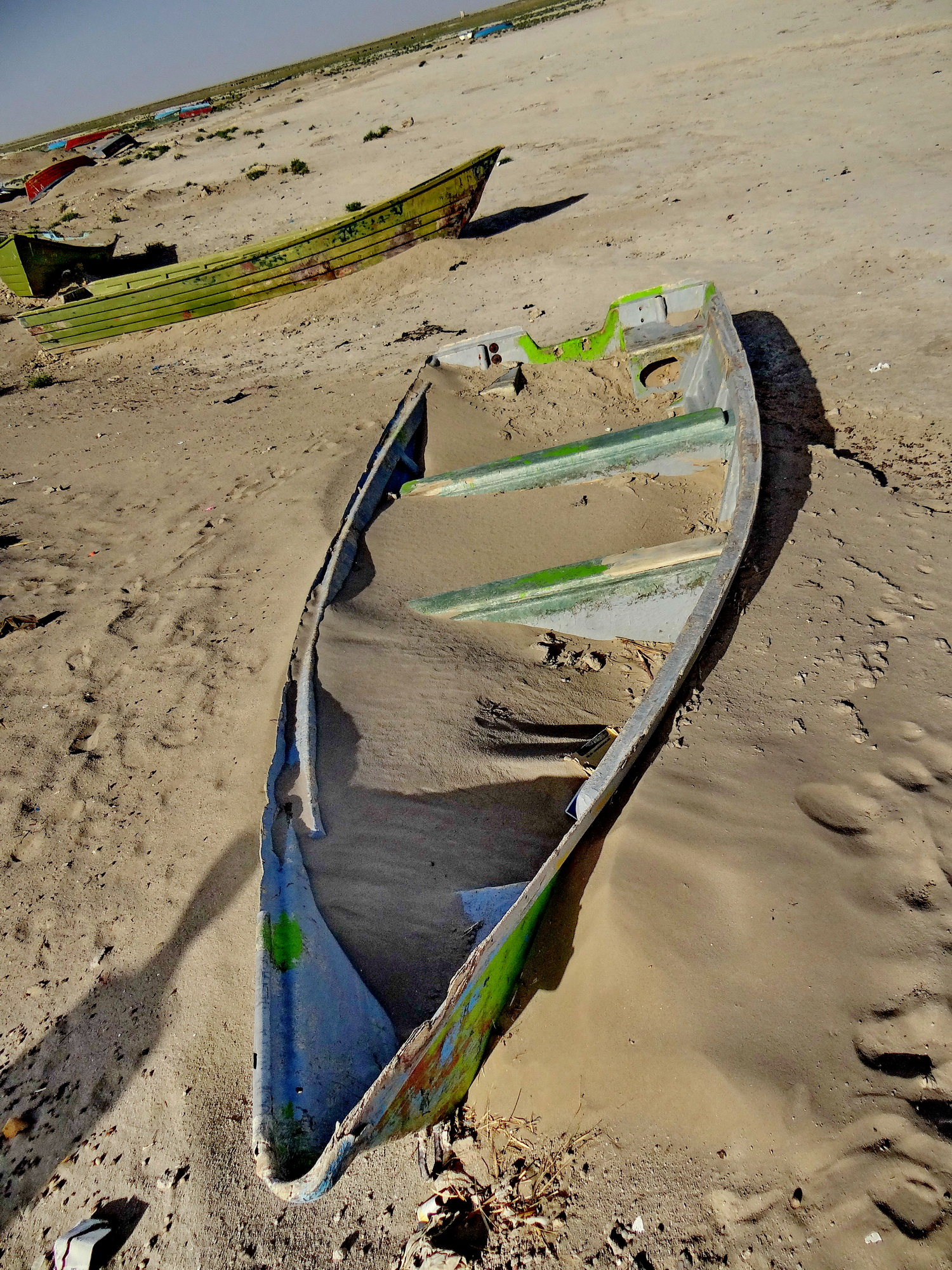
بستر خشکیده دریاچه هامون
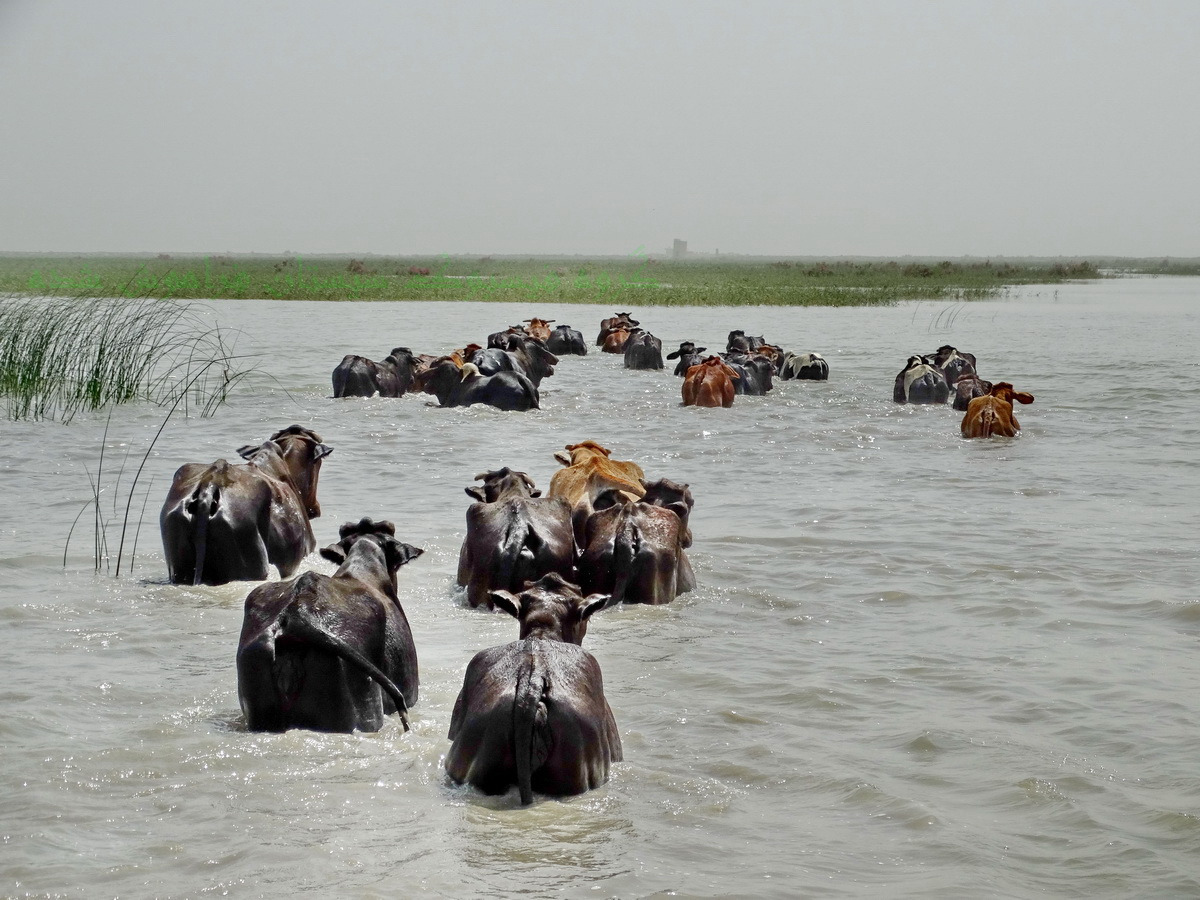
پرآبی در هامون پوزک